# Bernhard Averbeck

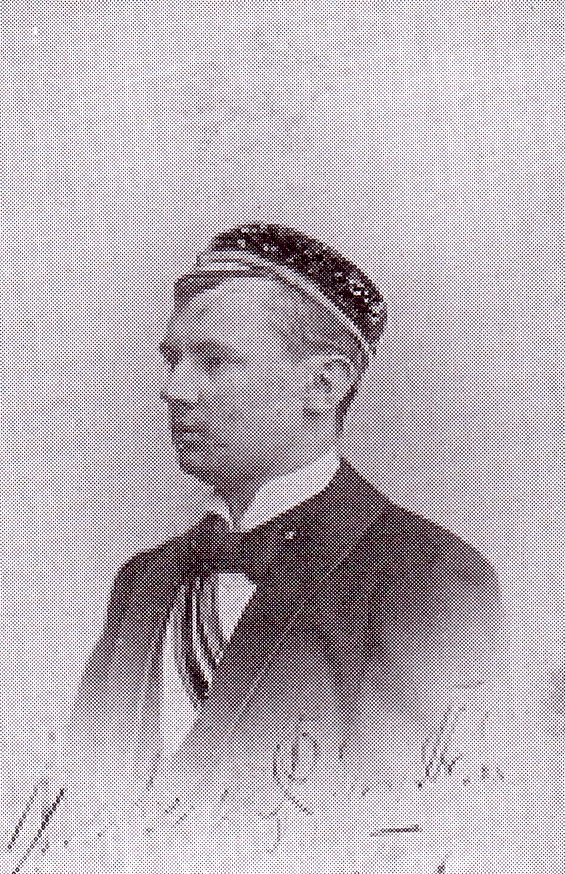
Bernhard Averbeck

Bernhard Reinhard Averbeck (* 2. Juli 1874 in Bremen; † 17. Oktober 1930 in Jena) war ein deutscher Jurist und Industrie-Manager.

## Leben
Bernhard Averbeck war der Sohn des Arztes Heinrich Averbeck (1844–1889). Er besuchte bis 1889 das Alte Gymnasium in Bremen und übersiedelte dann zu seinem Vormund Otto Binswanger nach Jena. 1895 machte er das Abitur am Gymnasium Carolo-Alexandrinum in Jena. Es folgte ein Studium der Rechtswissenschaften an der Universität Bonn, der Universität Straßburg, der Justus-Liebig-Universität Gießen, der Universität München und der Universität Jena. Aktiv war Averbeck während dieser Zeit im Corps Rhenania zu Straßburg und im Corps Teutonia zu Gießen. 1899 wurde er an der Universität Jena mit der Dissertation Das Wesen der Aktienzeichnung zum Dr. jur. utr. promoviert.
Zunächst war er abwechselnd an den Gerichten in Weimar und Jena als Referendar und Assessor tätig. Von 1904 bis 1906 war er Rechtsanwalt in Weimar. Ab 1905 war Averbeck Mitglied des Aufsichtsrats der Sächsisch-Thüringische Portland-Cement-Fabrik Prüssing & Co. KGaA in Göschwitz bei Jena, und ab 1913 Aufsichtsratsvorsitzender. 1906 übernahm er die Leitung des Unternehmens Rheinische Chamotte- und Dinaswerke in Köln. Von 1910 bis 1914 war er persönlich haftender Gesellschafter der KGaA C. A. Schietrumpf & Co. in Jena.
Ab 1918 war Averbeck persönlich haftender Gesellschafter und Seniorchef der Sächsisch-Thüringische Portland-Cement-Fabrik Prüssing & Co. in Göschwitz. Es folgte ein Ausbau des Unternehmens zum Prüssing-Konzern mit den Werken in Göschwitz, Schönebeck, Unterwellenborn bei Saalfeld/Saale (Hochofenzement-Fabrik Thuringia) und in Nienburg (Saale) (Zementfabrik Jesarbruch). Unter seiner Führung wurde Prüssing neben dem Heidelberg-Konzern, dem Wicking-Konzern, dem Dyckerhoff-Konzern und der sich immer stärker entwickelnden Schlesische Portland-Cement-Industrie AG in Oppeln zu einem der führenden Zementunternehmen. 1921 gründete er die Godhard-Prüssing-Stiftung, um in Notfällen die Versorgung von Werkmeistern und Angestellten des Unternehmens sicherzustellen. Ab 1924 war er Vorsitzender des Aufsichtsrats des Norddeutschen Cement-Verbandes (NCV) in Berlin. Bis 1924 war Averbeck Mitglied des Aufsichtsrats der Portland-Cement-Fabrik „Rudelsburg“ AG in Bad Kösen.
Schließlich wurde er 1927 nach dem Tod von Heinrich (Julius) Müller (1862–1927) Aufsichtsratsvorsitzender des 1917 gegründeten Deutschen Zement-Bundes (DZB) in Berlin. Ebenfalls 1927 gründete er zusammen mit der Bauunternehmung Kell & Löser AG in Leipzig die Thurvia-Baugesellschaft mbH in Berlin, vorzugsweise für den Bau von Betonstraßen. Zeitweiliger Geschäftsführer dieser Gesellschaft war sein Sohn Horst Averbeck. Ab 1928 war Averbeck Mitglied des Aufsichtsrates der Deutsche Portland-Cementfabrik „Adler“ AG in Berlin und ab 1929 Mitglied des Aufsichtsrates der Schlesische Portland-Cement-Industrie AG in Oppeln. Da sein Sohn nicht sein Nachfolger werden wollte, gab er 1930 die Zustimmung für die Umwandlung des Prüssing-Konzerns in eine Aktiengesellschaft und der gleichzeitigen Bildung einer Interessengemeinschaft (IG) des Prüssing-Konzerns mit der Schlesische Portland-Cement-Industrie AG in Oppeln bei ebenfalls gleichzeitiger Beantragung einer IG mit der Portland-Cementwerke Heidelberg-Mannheim-Stuttgart AG (heute: HeidelbergCement AG); zu deren Aufsichtsratsvorsitzendem Friedrich Schott (1850–1934) hatte er besonders engen Kontakt.
Darüber hinaus war er Präsidialmitglied im Verband der Mitteldeutschen Industrie e. V. in Weimar, Vorstandsmitglied der Mitteldeutschen Industrie- und Handelskammer in Weimar sowie Mitglied des Finanzgerichtes beim Landesfinanzamt Thüringen. Als Vorsitzender des Aufsichtsrates war er ferner Mitglied der Verwaltung der Gothaische Kohlensäurewerke. Bei der Leipziger Baumesse AG war er Mitglied des Aufsichtsrates.
Averbeck war verheiratet mit Ramona von Plessen (1877–1967), einer Tochter von Hartwig von Plessen und Julia Störzel; er hatte 5 Kinder (2 Söhne und 3 Töchter).